# Solanum habrochaites
Solanum habrochaites är en potatisväxtart som beskrevs av Sandra Diane Knapp och D.M.Spooner. Solanum habrochaites ingår i släktet skattor som ingår i familjen potatisväxter. Inga underarter finns listade i Catalogue of Life.